# Eduard Jakobs
Eduard Jakobs (* 27. August 1920 in Völklingen; † 29. September 2012) war ein deutscher Verwaltungsjurist und Politiker (CDU). Er war von 1970 bis 1974 Abgeordneter im Landtag des Saarlandes und von 1974 bis 1985 Präsident des Rechnungshofes des Saarlandes.

## Leben
Nach Ableistung des Reichsarbeitsdienstes und der Teilnahme am Zweiten Weltkrieg studierte Jakobs Rechts- und Staatswissenschaften sowie Volkswirtschaftslehre an den Universitäten in München und Freiburg. 1949 legte er das Erste, 1952 das Zweite juristische Staatsexamen ab. Im Anschluss war er zunächst Gesellschafter und von 1956 bis 1974 Aufsichtsratsvorsitzender der Gemeinnützigen Bau- und Siedlungsgesellschaft mbH Dillingen (GBS).
Jakobs trat in die CDU ein und betätigte sich zunächst in der Kommunalpolitik. Vom 16. Oktober 1956 bis zum 14. Februar 1974 war er ehrenamtlicher Bürgermeister der Stadt Dillingen/Saar. In seine Amtszeit fielen der Bau der Stadthalle, des Freibades und des Hallenbades, die Erschließung des Neubaugebietes „Pachtener Heide“, die Eingemeindung Diefflens 1969 sowie die Gründung der Stadtwerke Dillingen/Saar GmbH. Als Bürgermeister war er von 1965 bis 1973 Mitglied des Verwaltungsrates der Kreissparkasse Saarlouis.
Bei der Landtagswahl 1970 wurde Jakobs als Direktkandidat der CDU über den Wahlkreis Saarlouis in den Saarländischen Landtag gewählt. Er gehörte dem Parlament bis zum 14. Januar 1974 an, als er zum Präsidenten des Saarländischen Rechnungshofes ernannt wurde und sein Landtagsmandat niederlegte. Für ihn rückte Günter Diwo ins Parlament nach. Das Amt als Rechnungshofpräsident übte Jakobs bis zu seinem Eintritt in den Ruhestand am 31. August 1985 aus. Daneben war er von 1979 bis 1984 Ratsherr der Stadt Dillingen.
Eduard Jakobs war verheiratet und hatte drei Kinder.